# Consolazioni
Le Consolazioni (o Consolations; in tedesco Tröstungen) sono una serie di sei opere per pianoforte di Franz Liszt. Le composizioni prendono lo stile dei Notturni e ognuna ha il proprio stile distintivo. Ogni Consolazione è composta nella tonalità di Mi maggiore o Re♭ maggiore. Mi maggiore è una tonalità usata regolarmente da Liszt per temi religiosi.
Esistono due versioni di Consolazioni. La prima (S.171a) fu composta da Liszt tra il 1844 e il 1849 e pubblicata nel 1992 da G. Henle Verlag. La seconda (S.172) fu composta tra il 1849 e il 1850 e pubblicato nel 1850 da Breitkopf & Härtel, contenente la famosa Consolazione N. 3, Lento placido, in Re♭ Maggiore.

## Titolo
L'ispirazione del nome Consolazioni potrebbe essere stata la poesia di Lamartine "Une larme, ou Consolation" dalla collezione Harmonies poétiques et religieuses (Armonie poetiche e religiose). Il ciclo pianistico Harmonies poétiques et religieuses è basato sulla raccolta di poesie di Lamartine. Un'altra possibile ispirazione per il titolo sono le Consolazioni dello storico letterario francese Charles Augustin de Sainte-Beuve. Le Consolazioni di Sainte-Beuve, pubblicate nel 1830, sono una collezione di poesie del periodo romantico in cui l'amicizia è esaltata come consolazione per la perdita della fede religiosa.

## ConsolazioniS.171a
Le Consolazioni S.171a consistono in sei composizioni solistiche per pianoforte.
1. Andante con moto (Mi maggiore)
2. Un poco più mosso (Mi maggiore)
3. Lento, quasi recitativo (Mi maggiore / Do♯ minore[11])
4. Quasi Adagio, cantabile con devozione (Re♭ maggiore)
5. Andantino (Mi maggiore) – "Madrigal"
6. Allegretto (Mi maggiore)

Composte tra il 1844 e il 1849, costituiscono la prima versione delle Consolazioni e furono pubblicate per la prima volta nel 1992 da G. Henle Verlag. I manoscritti si trovano presso gli archivi Goethe e Schiller a Weimar.
La terza Consolazione è un arrangiamento di una canzone popolare ungherese che sarebbe stata successivamente riutilizzata da Liszt nella sua Rapsodia Ungherese N. 1. La quinta Consolazione è la prima delle composizioni e risale al 1844. In un primo manoscritto, la quinta Consolazione è intitolata “Madrigal”. Liszt dedicò la Madrigal a un suo amico, un intendente di Weimar di nome M. de Ziegäser.

## ConsolazioniS.172
Le Consolazioni S.172 consistono in sei composizioni solistiche per pianoforte.
1. Andante con moto (Mi maggiore)
2. Un poco più mosso (Mi maggiore)
3. Lento placido (Re♭ maggiore)
4. Quasi Adagio (Re♭ maggiore)
5. Andantino (Mi maggiore)
6. Allegretto sempre cantabile (Mi maggiore)

Composte tra il 1849 e il 1850, sono la seconda versione delle Consolazioni. Questa versione è più conosciuta della prima e fu pubblicata nel 1850 a Lipsia da Breitkopf & Härtel. Rispetto alla prima versione, la terza Consolazione fu sostituita con una nuova Consolazione (Lento placido in Re♭ maggiore) e le restanti furono semplificate.

### Consolazioni N. 1 e 2
La prima delle Consolazioni è in mi maggiore ed è inizialmente contrassegnata con Andante con moto. La più breve della raccolta, composta da sole 25 misure, ha un'apertura identica a un'altra opera di Liszt, l'Album-Leaf (Première Consolation), S.171b. Anche la Consolazione n. 2 è in Mi maggiore e inizialmente è contrassegnata da Un poco più mosso. Spesso viene suonata subito dopo la prima, senza interruzioni.

### Consolazione N. 3

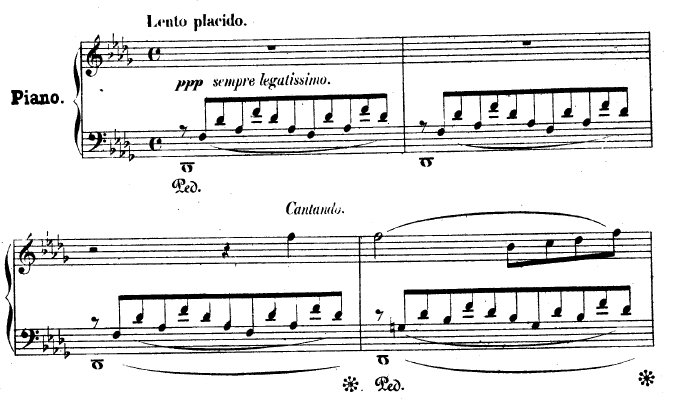
Consolazione N. 3, le prime battute

La terza Consolazione è in Re♭ maggiore ed è inizialmente contrassegnata con Lento placido. È la più popolare delle Consolazioni.
Il suo stile è simile ai Notturni di Chopin; in particolare, sembra essersi ispirato al Notturno Op. 27 N. 2. La somiglianza tra le due composizioni è stata interpretata come tributo a Chopin che morì nel 1849, un anno prima della pubblicazione delle Consolazioni. Questa terza Consolazione è tuttavia una delle numerose opere di Liszt che assumono uno stile che ricorda Chopin; alcuni esempi includono le Polacche, la Berceuse, la Mazurche e le Ballate di Liszt.
Nel 1883, anni dopo aver composto la Consolazione, Liszt ricevette un pianoforte a coda dalla Steinway & Sons con un design che includeva un pedale del sostenuto.  Liszt iniziò a trascrivere questa Consolazione per il nuovo pedale del sostenuto e in una lettera a Steinway scrisse:
Liszt raccomandava un uso parsimonioso del pedale del sostenuto nell'interpretazione di questa Consolazione e si esprimeva sull'effetto positivo che avrebbe avuto sui passaggi più tranquilli.

### Consolazione N. 4

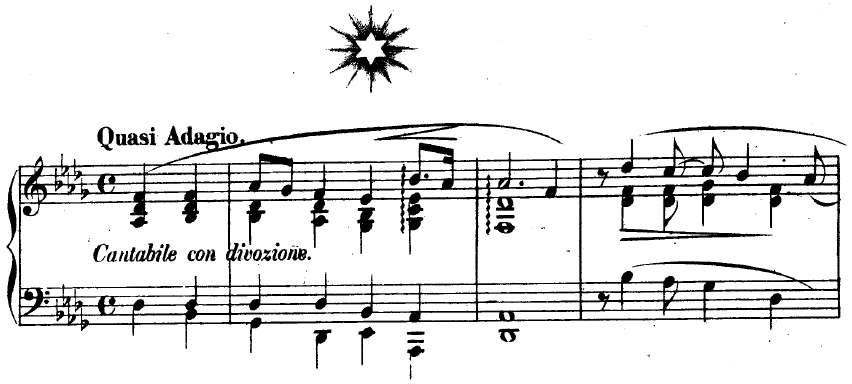
Consolazione N. 4, le prime battute

La consolazione N. 4 è in Re♭ maggiore ed è inizialmente contrassegnata come Quasi adagio. Composta nel 1849, è conosciuta anche come Stern-Consolation (Consolazione della stella) per via della stella bianca a sei punte che appare sullo spartito. La Consolazione è stata ispirata da un Lied scritto da Maria Pavlovna, la granduchessa di Sassonia-Weimar-Eisenach. L'atmosfera della composizione è stata descritta come "chieso-religiosa" e "come una preghiera".
Liszt successivamente riutilizzò il tema della Consolazione nella sezione Andante sostenuto / Quasi adagio della sua Sonata per pianoforte in si minore.

### Consolazione N. 5

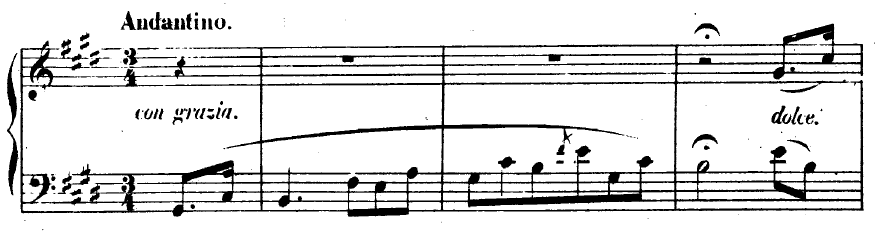
Consolazione N. 5, le prime battute

La Consolazione N. 5 è in Mi maggiore. Inizialmente è contrassegnata come Andantino. La Consolazione ha uno stile vocale a cantilena. Questa Consolazione contiene la genealogia più antica essendo
stata rielaborata dal Madrigal della precedente quinta versione delle Consolazioni. Rispetto al precedente Madrigal, questa Consolazione:
- è più breve, avendo 56 misure contro le 69 del Madrigal;
- condivide diverse sezioni con melodie simili;
- impiega armonie più semplici;
- ed è ritmicamente meno rigido.

### Consolazione N. 6

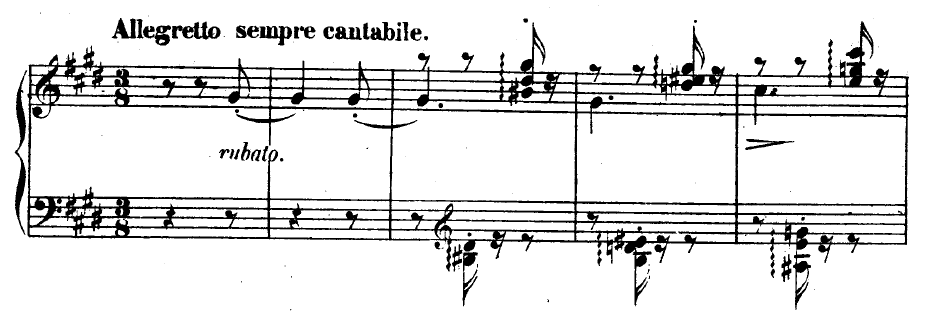
Consolazione N. 6, le prime battute

La sesta e ultima Consolazione è in Mi maggiore. Inizialmente è contrassegnata con Allegretto sempre cantabile. È la più lunga delle con un totale di 100 battute ed la più impegnativa dal punto di vista tecnico. Il pezzo è stato descritto da Carl Lachmund, uno degli studenti di Liszt, come più caratteristico dello stile di Liszt.  Lachmund fornisce informazioni sullo stile in cui Liszt suonò la Consolazione, affermando: